# 陳璲 (永樂進士)
陳璲（1384年—1465年），字廷嘉，號逸庵。浙江臨海人，明朝政治人物。

## 生平
永樂六年（1408年）戊子科解元。永樂七年（1409年）己丑科會試，陳璲聯捷會元。因成祖前往北京巡狩，遷延至永樂九年（1411年）三月方舉行廷試，陳璲成二甲第十二名進士。改庶吉士，任檢討，參與修纂《五經大全》等，乞歸。正统元年（1436年），任禮部會試官，會試結束，出任廣西按察使司僉事，提督学政，因父喪丁憂去職。服闕後，調江西，任满後辞官归里。。創建白雲書院。卒葬西郊梅浦岙。

## 著作
著有《逸庵集》、《学庸图解》。